# 第25回参議院議員通常選挙
第25回参議院議員通常選挙（だい25かいさんぎいんぎいんつうじょうせんきょ）は、2019年（令和元年）7月21日に日本で行われた国会（参議院）議員の選挙である。

## 概要
令和に改元して初めて行われる国政選挙となった。第198回国会最終日の2019年（令和元年）6月26日に行われた臨時閣議で「7月4日公示・7月21日投開票」の日程で実施されることが正式決定した。亥年選挙でもあった。
第196回国会最終盤の2018年（平成30年）7月18日に改正公職選挙法が成立したことから、前回の参議院選挙の改選数121に定数増加分3（埼玉県選挙区1・比例区2）を加えた計124議席が争われた。
前回の選挙から合同選挙区となった徳島県・高知県選挙区と鳥取県・島根県選挙区が、今回の改選分についても合区され、各選挙区が完全に合同した。
本選挙から新たに比例区で、政党の判断で一部の候補者を拘束名簿式とする「特定枠」制度が導入された。
本選挙時に総理大臣を務めていた安倍晋三は翌年に首相を辞職し、約3年後の参院選の演説中に銃撃事件で死去したため、安倍が首相として迎えた最後の国政選挙となった。

## 選挙データ

### 内閣
- 第4次安倍第1次改造内閣（第98代）

### 公示日
- 2019年（令和元年）7月4日

### 投開票日
- 2019年（令和元年）7月21日

### 改選数
今回から埼玉県選挙区が定数2増（改選数1増）、比例区が定数4増（改選数2増）の定数6・改選数3増を実施。また前回選挙で実施した10増10減（北海道・東京都・愛知県・兵庫県・福岡県の5選挙区の定数2増・改選数1増 - 10増、宮城県・新潟県・長野県の3選挙区の定数2減・改選数1減と、徳島県・高知県ならびに鳥取県・島根県の2合同選挙区設置による定数2減・改選数1減 - 10減）も完全実施された。
- 124（3）
  - 選挙区：74（1）
  - 比例区：50（2）

| 北海道 3 青森 1 岩手 1 宮城 1 秋田 1 山形 1 福島 1 茨城 2 栃木 1 群馬 1 埼玉 4 千葉 3 東京 6 神奈川 4 新潟 1 富山 1 石川 1 福井 1 山梨 1 長野 1 岐阜 1 静岡 2 愛知 4 三重 1 滋賀 1 京都 2 大阪 4 兵庫 3 奈良 1 和歌山 1 鳥取・島根 1 岡山 1 広島 2 山口 1 徳島・高知 1 香川 1 愛媛 1 福岡 3 佐賀 1 長崎 1 熊本 1 大分 1 宮崎 1 鹿児島 1 沖縄 1 ※ 太字は定数改選の選挙区。 |

### 選挙制度
- 選挙区
  - 小選挙区制：32（1）
    - 02人区（1人改選）：32

  - 中選挙区制：13（3）
    - 04人区（2人改選）：4
    - 06人区（3人改選）：4
    - 08人区（4人改選）：4
    - 12人区（6人改選）：1
- 比例区
  - 非拘束名簿式比例代表制（一部拘束名簿式：特定枠）：1（）

投票方法
秘密投票、単記投票、2票制（選挙区・比例区）
選挙権
満18歳以上の日本国民
被選挙権
満30歳以上の日本国民
有権者数
105,886,064（男性：51,180,755 女性：54,705,309）

### 同日執行の選挙等
首長選挙
- 群馬県知事選挙[3]
- 福島県平田村長選挙[4]
- 埼玉県狭山市長選挙[5]
- 東京都小笠原村長選挙[6]
- 大阪府守口市長選挙[7]

- 兵庫県三田市長選挙[8]
- 大分県日田市長選挙[9]

地方議会選挙
- 北海道江差町議会議員選挙[10]
- 青森県三戸町議会議員補欠選挙[11]
- 岩手県久慈市議会議員選挙[12]
- 岩手県滝沢市議会議員選挙[13]
- 岩手県雫石町議会議員選挙[14]

- 宮城県白石市議会議員選挙[15]
- 山形県東根市議会議員選挙[16]
- 山形県飯豊町議会議員選挙[17]
- 群馬県明和町議会議員選挙[18]
- 埼玉県越生町議会議員選挙[19]

- 埼玉県杉戸町議会議員選挙[20]
- 千葉県神崎町議会議員選挙[21]
- 新潟県妙高市議会議員選挙[22]
- 新潟県関川村議会議員選挙[23]
- 岐阜県可児市議会議員選挙[24]

- 京都府南山城村議会議員補欠選挙[25]
- 兵庫県三田市議会議員補欠選挙[8]

以下の選挙は投開票が予定されていたが、無投票となったもの。
- 岩手県二戸市議会議員選挙[26]
- 秋田県藤里町長選挙[27]
- 福島県本宮市議会議員選挙[28]
- 福島県平田村議会補欠選挙[29]
- 岐阜県瑞浪市長選挙[30]

- 愛知県東浦町長選挙[31]

### 選挙啓発
総務省は前回参院選より選挙権が18才に引き下げられたことから、親子での投票行動をPRすべくキャンペーンを展開。女優の上白石萌歌と俳優の佐々木蔵之介をイメージキャラクターとして選挙ポスター等に起用。
キャッチフレーズは「考えるきっかけ。」「自分のこと、家族のこと、日本のこと。」。
また、各都道府県の選挙管理委員会では、各々の出身タレントなどを起用したポスターやTVCMを制作し放送（例・群馬県：JOY、愛知県：SKE48など）。

## 選挙運動
今回の参院選における1人区32では、自民公認・公明支援の与党系と立憲・国民・共産・社民などの野党統一候補のほか、幸福実現党やNHKから国民を守る党といった複数の諸派候補が立候補した。前回2016年の参院選の1人区では、幸福実現党の公認候補者が当選者と次点候補者の票差以上の票を獲得したことで、与野党の候補者の当落を左右しかねないような影響力を見せた選挙区も存在した。

### 党派別立候補者数
| 党派                                                    | 党派                       | 計  | 内訳 | 内訳 | 内訳 | 男性 | 女性 | 選挙区 | 選挙区 | 選挙区 | 選挙区 | 選挙区 | 選挙区 | 比例区 | 比例区 | 比例区 | 比例区 | 比例区 | 比例区 | 比例区 | 議席 | 議席   | 議席   |
| 党派                                                    | 党派                       | 計  | 現   | 元   | 新   | 男性 | 女性 | 計     | 現     | 元     | 新     | 男性   | 女性   | 計     | 特定枠 | 現     | 元     | 新     | 男性   | 女性   | 改選 | 非改選 | 公示前 |
| ------------------------------------------------------- | -------------------------- | --- | ---- | ---- | ---- | ---- | ---- | ------ | ------ | ------ | ------ | ------ | ------ | ------ | ------ | ------ | ------ | ------ | ------ | ------ | ---- | ------ | ------ |
|                                                         | 自由民主党                 | 82  | 58   | 3    | 21   | 70   | 12   | 49     | 41     | 0      | 8      | 42     | 7      | 33     | 2      | 17     | 3      | 13     | 28     | 5      | 66   | 56     | 122    |
|                                                         | 立憲民主党                 | 42  | 6    | 1    | 35   | 23   | 19   | 20     | 3      | 0      | 17     | 11     | 9      | 22     | 0      | 3      | 1      | 18     | 12     | 10     | 9    | 15     | 24     |
|                                                         | 国民民主党                 | 28  | 7    | 3    | 18   | 18   | 10   | 14     | 3      | 1      | 10     | 9      | 5      | 14     | 0      | 4      | 2      | 8      | 9      | 5      | 8    | 15     | 23     |
|                                                         | 公明党                     | 24  | 10   | 0    | 14   | 22   | 2    | 7      | 4      | 0      | 3      | 6      | 1      | 17     | 0      | 6      | 0      | 11     | 16     | 1      | 11   | 14     | 25     |
|                                                         | 日本維新の会               | 22  | 6    | 2    | 14   | 15   | 7    | 8      | 3      | 0      | 5      | 6      | 2      | 14     | 0      | 3      | 2      | 9      | 9      | 5      | 7    | 6      | 13     |
|                                                         | 日本共産党                 | 40  | 8    | 0    | 32   | 18   | 22   | 14     | 3      | 0      | 11     | 6      | 8      | 26     | 0      | 5      | 0      | 21     | 12     | 14     | 8    | 6      | 14     |
|                                                         | 社会民主党                 | 7   | 0    | 1    | 6    | 2    | 5    | 3      | 0      | 0      | 3      | 1      | 2      | 4      | 0      | 0      | 1      | 3      | 1      | 3      | 1    | 1      | 2      |
|                                                         | れいわ新選組               | 10  | 1    | 0    | 9    | 8    | 2    | 1      | 0      | 0      | 1      | 1      | 0      | 9      | 2      | 1      | 0      | 8      | 7      | 2      | 1    | 0      | 1      |
|                                                         | NHKから国民を守る党        | 41  | 0    | 0    | 41   | 36   | 5    | 37     | 0      | 0      | 37     | 32     | 5      | 4      | 0      | 0      | 0      | 4      | 4      | 0      | 0    | 0      | 0      |
|                                                         | オリーブの木               | 10  | 0    | 0    | 10   | 8    | 2    | 6      | 0      | 0      | 6      | 5      | 1      | 4      | 0      | 0      | 0      | 4      | 3      | 1      | 0    | 0      | 0      |
|                                                         | 幸福実現党                 | 12  | 0    | 0    | 12   | 7    | 5    | 9      | 0      | 0      | 9      | 5      | 4      | 3      | 0      | 0      | 0      | 3      | 2      | 1      | 0    | 0      | 0      |
|                                                         | 労働の解放をめざす労働者党 | 10  | 0    | 0    | 10   | 9    | 1    | 6      | 0      | 0      | 6      | 6      | 0      | 4      | 1      | 0      | 0      | 4      | 3      | 1      | 0    | 0      | 0      |
|                                                         | 安楽死制度を考える会       | 10  | 0    | 0    | 10   | 9    | 1    | 9      | 0      | 0      | 9      | 8      | 1      | 1      | 0      | 0      | 0      | 1      | 1      | 0      | 0    | 0      | 0      |
|                                                         | 日本無党派党               | 1   | 0    | 0    | 1    | 1    | 0    | 1      | 0      | 0      | 1      | 1      | 0      | －     | －     | －     | －     | －     | －     | －     | 0    | 0      | 0      |
|                                                         | 無所属                     | 31  | 1    | 1    | 29   | 20   | 11   | 31     | 1      | 1      | 29     | 20     | 11     | －     | －     | －     | －     | －     | －     | －     | 9    | 8      | 17     |
| 総計                                                    | 総計                       | 370 | 97   | 11   | 262  | 266  | 104  | 215    | 58     | 2      | 155    | 159    | 56     | 155    | 5      | 107    | 39     | 9      | 107    | 48     | 121  | 121    | 242    |
| 総務省｜令和元年7月21日執行 参議院議員通常選挙 速報結果 |                            |     |      |      |      |      |      |        |        |        |        |        |        |        |        |        |        |        |        |        |      |        |        |

本選挙から、参議院比例区で、政党の判断で一部の候補者を拘束名簿式の「特定枠」として設定することにより、優先的に当選させる候補者とすることができるようになり、これによって参議院比例区では拘束名簿式と非拘束名簿式の両方が混在することになった。特定枠に掲載された候補者は、候補者名を冠した選挙運動を行うことはできず、当該候補者への投票は、政党票としてカウントされる。今回の「特定枠」での立候補は、比例代表での立候補届け出順に、自由民主党の三木亨と三浦靖、労働の解放をめざす労働者党の伊藤恵子、れいわ新選組の舩後靖彦と木村英子の5名。

#### 女性立候補者
今回の参院選では、選挙の候補者をできるだけ男女均等にすることを各政党・団体に努力義務として課した「政治分野の男女共同参画推進法」が2018年5月に成立してから、国政選挙で初めて適用され、選挙区と比例代表で計104人の女性が立候補し、候補者に占める女性の割合は28.1％となった。参議院選挙における女性候補の割合は、第19回（2001年）の27.6％を上回り、過去最高。
公認候補を擁立した14の政党・政治団体の女性候補者数と割合は以下のとおり（比例代表での立候補届け出順。日本無党派党は、比例に候補者を擁立せず、東京都選挙区のみに立候補を届け出）。
| 政党・政治団体 | 政党・政治団体             | 候補者数 | 女性候補者数 | 候補者 全体に占める 女性の割合 | 出典          |
| -------------- | -------------------------- | -------- | ------------ | ------------------------------ | ------------- |
|                | 日本共産党                 | 40       | 22           | 55.0%                          | [ 42 ]        |
|                | 自由民主党                 | 82       | 12           | 14.6%                          | [ 42 ]        |
|                | オリーブの木               | 10       | 02           | 20.0%                          | [ 43 ]        |
|                | 社会民主党                 | 07       | 05           | 71.4%                          | [ 42 ]        |
|                | 公明党                     | 24       | 02           | 8.3%                           | [ 42 ]        |
|                | 国民民主党                 | 28       | 10           | 35.7%                          | [ 42 ]        |
|                | 日本維新の会               | 22       | 07           | 31.8%                          | [ 42 ]        |
|                | 幸福実現党                 | 12       | 05           | 41.7%                          | [ 44 ]        |
|                | 立憲民主党                 | 42       | 19           | 45.2%                          | [ 42 ]        |
|                | 労働の解放をめざす労働者党 | 10       | 01           | 10.0%                          | [ 37 ]        |
|                | NHKから国民を守る党        | 41       | 05           | 12.2%                          | [ 45 ]        |
|                | 安楽死制度を考える会       | 10       | 01           | 10.0%                          | [ 46 ]        |
|                | れいわ新選組               | 10       | 02           | 20.0%                          | [ 42 ] [ 38 ] |
|                | 日本無党派党               | 01       | 0            | 0.0%                           | [ 41 ]        |

### 党派の動き

#### 与党
- 自由民主党（安倍晋三総裁）
- 公明党（山口那津男代表）

連立与党である自民党と公明党は、選挙協力を行い、勝敗ラインについて「非改選議席（70）も含めた過半数（123）を確保したい」とし「自公で合わせて53議席」を目指すとしている。自民党は全ての選挙区に49人・比例区に33人（うち特定枠2人）、合計82人の候補者を公認で擁立。公明党はほぼ全ての自民党公認候補の支援に回るほか、東京をはじめ定数3以上で北海道、千葉県を除く選挙区に7人･比例区に17人の合計24人の公認候補を擁立した。

#### 野党
- 野党統一候補

立憲民主党・国民民主党・日本共産党・社会民主党（社民党）、ならびに衆院会派「社会保障を立て直す国民会議」は、全32の1人区での候補者一本化の調整に合意。1人区では、自民公認・公明支援の与党系と野党統一候補の与野党対決型の構図となった。過去2回の参院選1人区の結果は、野党が候補を乱立した前々回・2013年は2勝29敗と大敗したのに対し、野党共闘により候補者を一本化した前回2016年は11勝21敗と戦績はアップした。なお、1人区野党統一候補の内訳は、立憲民主党公認7人、国民民主党公認6人、共産党公認1人、野党4党相乗りの無所属候補18人。無所属候補の中には既存政党の党籍を持ち政治活動している者もいたが、他党から支持を集めるために政党色を薄めるための戦術とされた。また沖縄県選挙区では、上記4党に加え地元の地域政党・沖縄社会大衆党が野党統一候補の支援に回った。
- 立憲民主党（枝野幸男代表）
- 国民民主党（玉木雄一郎代表）

前回2016年の通常選挙の野党第一党は民進党であり、立憲民主党・国民民主党に分裂してからは初の参議院議員通常選挙となる。立憲が選挙区に20人・比例区に22人の合計42人、国民が選挙区に14人・比例区に14人の合計28人を、それぞれ公認で擁立。ただ、1人区での選挙協力には合意したものの、2人区以上の選挙区では立憲・国民両党の公認候補がそれぞれ立候補した選挙区もあり、反自民票が割れての共倒れが懸念された。また、候補者を一本化できた選挙区でも、立憲・国民両党の公認候補に対しては相互に推薦を出さず、関与の度合いが低い「支持」に留めるなど、一歩距離を置いた形となった。2人区では京都府選挙区で国民が立憲に譲る形で候補者を取り下げ、唯一2人区で両党が競合したのは国民の現職に対して立憲が「刺客」を投じた静岡県選挙区となった。同選挙区では総理官邸は背後で選挙後をにらんで国民候補に協力した。
- 日本共産党（志位和夫委員長）

日本共産党は、選挙区に14人・比例代表に26人の、合計40人を公認で擁立した。なお、共産党は1人区での選挙協力に合意したことにより、前回2016年同様、1人区のほとんどの公認候補者を比例区に擁立。
- 社会民主党（又市征治党首）

社会民主党は、選挙区に3人・比例代表に4人の、合計7人を公認で擁立した。なお、今回改選対象となっていた又市征治党首は、病気療養に伴い参院選への出馬を断念、このためテレビなどの党首討論ならびに遊説には、吉川元幹事長が参加。
- 今回の選挙で、比例区の得票率が2％以上獲得できないと、公職選挙法上の政党要件を失うため、党の存亡を懸けた「負けられない戦い」と位置付けた[56]。

- 日本維新の会（松井一郎代表）

日本維新の会は、本拠地の大阪のほか、東京や愛知などの選挙区に8人・比例区14人の合計22人を公認で擁立。「あたらしい党」や「新党大地」などの他の地域政党の代表を公認候補として擁立したほか、愛知県選挙区では河村たかし名古屋市長率いる愛知の地域政党「減税日本」と共同で候補者を擁立するなど、地域政党間の連携をアピールした。

#### 諸派
公認候補を擁立した政治団体
※ 比例代表での立候補届け出順。日本無党派党は、比例に候補者を擁立せず、東京都選挙区のみに立候補を届け出。
- オリーブの木（黒川敦彦代表）

選挙区に6人・比例代表に4人の、合計10人を公認で擁立した。
- 幸福実現党（釈量子党首）

選挙区に9人・比例代表に3人の、合計12人を公認で擁立した。
- 労働の解放をめざす労働者党（林紘義代表委員）

選挙区に6人・比例代表に4人（うち特定枠1人）の、合計10人を公認で擁立した。
- NHKから国民を守る党（立花孝志代表）

選挙区に37人・比例代表に4人の、合計41人を公認で擁立した。現勢に見合わない大量の選挙区候補者の擁立は、多数の当選を目指すのではなく、政党要件の必要条件である選挙区または比例区における2％の得票超えを明確な目的としたものだった。
- 安楽死制度を考える会（佐野秀光代表）

選挙区に9人・比例代表に1人の、合計10人を公認で擁立した。
- れいわ新選組（山本太郎代表）

選挙区に1人・比例代表に9人（うち特定枠2人）の、合計10人を公認で擁立した。唯一の現職であった代表・山本太郎は前回自身が当選した東京都選挙区には新人候補を立候補させ、比例区から立候補した。
- 日本無党派党（大塚紀久雄代表）

比例代表に候補者を擁立せず、東京都選挙区にて、貸事務所業の大塚代表が、党の公認で立候補した。
公認候補を擁立しなかった政治団体
- 希望の党（中山成彬代表）

今回の参院選では、公認候補を擁立しなかった。希望の党は2019年6月5日、不出馬の意向を表明した行田邦子参院議員が、埼玉県知事選挙への立候補準備のため離党（しかし、告示直前の2019年8月6日に熱中症の疑いで入院。翌7日に、立候補を断念することになった）した事に伴い、政党要件を喪失していた。
- 新党大地（鈴木宗男代表）

鈴木代表が日本維新の会の公認候補として出馬したほか、党として公認候補を出さなかった。
- 減税日本（河村たかし代表）

当初は前回同様に、愛知県選挙区に公認候補者を擁立し、日本維新の会との共同公認とする予定であったが、政見放送などの扱いで不利になることから、届出政党を日本維新の会に変更した。

#### キャッチコピー
- 自由民主党　：日本の明日を切り拓（ひら）く。[62]
- 公明党　　　：小さな声を、聴く力。[62]
- 立憲民主党　：＃令和デモクラシー[62]・まっとうな政治。[62]
- 国民民主党　：家計第一[62]・つくろう、新しい答え。[62]
- 日本共産党　：希望と安心の日本を[62]
- 社会民主党　：「ソーシャルビジョン」の実現で「支えあう社会」を。[62]
- 日本維新の会：創れ、新たな日本のかたち[62]
- オリーブの木：今、立ち上がる[63]
- 幸福実現党　：愛してるから、守りたい。[64]
- 労働の解放をめざす労働者党：軍国主義路線を断固粉砕しよう！[65]・「搾取の廃絶」と「労働の解放」の旗を高く掲げよう！[65]・100万票を獲得し、労働者の代表を国会へ！[65]
- NHKから国民を守る党：NHKスクランブル放送の実現を目指します！[66]
- 安楽死制度を考える会：日本でも安楽死制度を[67]
- れいわ新選組；ロスジェネを含む、全ての人々の暮らしを底上げします！[62]
- 日本無党派党：日本国憲法遵守[68]

#### ウェブサイト
- 自由民主党　：自民党参院選2019（特設サイト）
- 公明党　　　：公明党参院選2019（特設サイト）
- 立憲民主党　：立憲民主党2019参院選 選挙結果（特設サイト）
- 国民民主党　：国民民主党（2018～2020）（公式サイト）
- 日本共産党　：HOPE is 明日に希望がもてる政治に（特設サイト）
- 社会民主党　：社民党 SPD Japan（公式サイト）
- 日本維新の会：第２５回参議院議員通常選挙｜日本維新の党（特設サイト）
- オリーブの木：オリーブの木（公式サイト）※閉鎖
- 幸福実現党　：【参院選2019】幸福実現党 特設サイト（特設サイト）
- 労働の解放をめざす労働者党：労働の解放をめざす労働者党（公式サイト）
- NHKから国民を守る党：NHKから国民を守る党（公式サイト）
- 安楽死制度を考える会：安楽死制度を考える会（公式サイト）
- れいわ新選組：れいわ新選組 （公式サイト）
- 日本無党派党：日本無党派党（公式サイト）

### マニフェストの評価・比較
- 参院選2019の各政党の公約を一覧で比較!政策・マニフェストから投票先を選ぼう｜第25回参議院選挙 政党公約比較表（選挙ドットコム）<日本無党派党を除く、比例代表に公認候補を擁立した13の政党・政治団体の政策比較>
  - 日本無党派党の主な主張（日本無党派党公式サイト）<東京都選挙区のみに公認候補を擁立[41]>
日本無党派党の参議院議員選挙<東京都選出>の政見放送録画用の原稿（日本無党派党公式サイト）
- 早稲田大学マニフェスト研究所は、政党マニフェスト「政策比較表」を発表している。

## 主な争点

### 政策
- 消費税の引き上げ（増税）の是非（現行8%から10%へ）[69]
- アベノミクスを含む、経済政策の方向性の是非[70]
- 第九条をはじめとする日本国憲法改定の是非[71][72]
- 年金制度・老後不安を含む社会保障[71][73]
- 雇用・人手不足と賃金格差、貧困問題[71]
- 外交・安全保障（日米同盟のさらなる強化、普天間飛行場の辺野古への移設の是非など）[71]

### 政局
- 自民・公明両党と日本維新の会などの「改憲勢力」で、全議席のうちの3分の2（憲法改正の発議を行うことができる）を維持できるか[74]

## 選挙報道

### 情勢・議席予測
選挙前にメディアなどで発表された各党の情勢および獲得議席数の予測は、以下のとおりである。
| 調査日            | 調査主体           | 見出し |       | 改憲勢力 | 改憲勢力 | 改憲勢力 |        |       | 野党統一 | 野党統一 | 野党統一 |        | その他 | その他 | その他 | 出典                        |
| 調査日            | 調査主体           | 見出し |       | 与党     |          |          |        |       |          |          |          |        |        |        |        | 出典                        |
| 調査日            | 調査主体           | 見出し | 自民  | 公明     | 計       | 維新     | 計     | 立民  | 国民     | 共産     | 社民     | 計     | れいわ | N国    | 無所属 | 出典                        |
| ----------------- | ------------------ | --- | ----- | -------- | -------- | -------- | ------ | ----- | -------- | -------- | -------- | ------ | ------ | ------ | ------ | --------------------------- |
| 調査日            | 調査主体           | 見出し |       |          |          |          |        |       |          |          |          |        |        |        |        | 出典                        |
| 2019年 7月21日    | （参考）選挙結果： | （参考）選挙結果： | 57    | 14       | 71       | 10       | 81     | 17    | 6        | 7        | 1        | 31     | 2      | 1      | 9      |                             |
| 2019年 7月19日    | FNN                | 与党63議席上回る見通し | 59    | 14       | 73       | -        | -      | 20    | -        | -        | 1        | -      | 1      | -      | -      | [ 75 ]                      |
| 2019年 7月16日    | 朝日               | 岩手・山形、自民候補と野党候補が競り合い                                                                                            | -     | -        | -        | -        | -      | -     | -        | -        | -        | -      | -      | -      | -      | [ 76 ]                      |
| 2019年 7月16日    | 産経 FNN           | 与党、改選過半数を超える勢い維持（産経） 与党で改選議席の過半数の勢い（FNN）                                                        | 60    | 13       | 73       | 7        | 80     | 23    | 5        | 8        | 1        | 37     | 0      | 0      | 7      | [ 77 ] [ 78 ]               |
| 2019年 7月14–16日 | 共同               | 自公、改選過半数へ堅調（共同／中日） 改憲勢力3分の2微妙（共同／道新） 改憲勢力、3分の2割れも（東京） 自公、改選過半数の勢い（道新） | 55–68 | 10–15    | 65–83    | 7–10     | 72–93  | 17–24 | 3–7      | 5–13     | 0–2      | 25–44  | 0–2    | 0–2    | 2–9    | [ 79 ] [ 80 ] [ 81 ] [ 82 ] |
| 2019年 7月14日    | 時事               | 改憲勢力、3分の2割れか 与党、改選過半数確保                                                                                         | 58    | 14       | 72       | 8        | 80     | 21    | 7        | 8        | 1        | 37     | 1      | -      | -      | [ 83 ]                      |
| 2019年 7月13–14日 | 毎日               | 改憲、3分の2厳しく 1人区で自民防戦                                                                                                  | -     | -        | -        | -        | -      | -     | -        | -        | -        | -      | -      | -      | -      | [ 84 ]                      |
| 2019年 7月12–14日 | 日経               | 改憲勢力3分の2に迫る 与党、改選過半数の勢い                                                                                         | 53–69 | 10–15    | 63–84    | 4–10     | 67–94  | 15–24 | 4–6      | 6–13     | 0–1      | 25–44  | 2–11   | 2–11   | 2–11   | [ 85 ]                      |
| 2019年 7月12–14日 | 読売 NNN           | 与党、改選過半数の勢い（読売） 与党、改選議席の半数超える勢い（NNN）                                                                | 60    | 11以上   | 71以上   | 7        | 78以上 | 20    | 8以下    | 8        | 0–1      | 37以下 | 1      | -      | -      | [ 86 ] [ 87 ]               |
| 2019年 7月6–7日   | JNN                | 与党 過半数確保の見通し | 55–65 | 14       | 69–79    | 7        | 76–86  | 20    | 4        | 8        | 1        | 33     | -      | -      | -      | [ 88 ]                      |
| 2019年 7月6–7日   | 産経 ・FNN         | 改憲勢力「3分の2」割れも（産経） 自公 改選議席の過半数の見通し（FNN）                                                               | 59    | 13       | 72       | 7        | 79     | 24    | 5        | 8        | 0        | 37     | 0      | 0      | 8      | [ 89 ] [ 90 ]               |
| 2019年 7月5日     | 産経               | 与党の改選過半数、確実 改憲勢力維持か                                                                                               | -     | -        | -        | -        | -      | -     | -        | -        | -        | -      | -      | -      | -      | [ 91 ]                      |
| 2019年 7月4–5日   | 朝日               | 自公、改選過半数の勢い | 59    | 14       | 73       | 8        | 81     | 21    | 5        | 9        | 1        | 36     | 1      | 0      | 6      | [ 92 ]                      |
| 2019年 7月4–5日   | 共同               | 自民、比例で過去最多視野（日経） 自公、改選過半数の勢い（東京） 野党伸び悩み（中日）                                                | 65    | 14       | 79       | 9        | 88     | 20    | 5        | 8        | 1        | 34     | 0      | 0      | 2      | [ 93 ] [ 94 ] [ 95 ]        |
| 2019年 7月4–5日   | 毎日               | 改憲、3分の2割れも 与党、改選過半数は確保                                                                                           | -     | -        | -        | -        | -      | -     | -        | -        | -        | -      | -      | -      | -      | [ 96 ]                      |
| 2019年 7月4–5日   | 読売               | 自民が優位 | -     | -        | -        | -        | -      | -     | -        | -        | -        | -      | -      | -      | -      | [ 97 ]                      |
| （参考）改選数：  | （参考）改選数：   | （参考）改選数： | 67    | 11       | 78       | 7        | 85     | 9     | 8        | 8        | 1        | 27     | 1      | 1      | 3      |                             |
| 非改選数[注 0]：  | 非改選数[注 0]：   | 非改選数[注 0]： | 56    | 14       | 70       | 6        | 76     | 15    | 15       | 6        | 1        | 37     | 0      | 0      | 8      |                             |
| 公示前勢力：      | 公示前勢力：       | 公示前勢力： | 123   | 25       | 148      | 13       | 161    | 24    | 23       | 14       | 2        | 64     | 1      | 1      | 11     |                             |

### 選挙特別番組

#### ネット配信
- AbemaTV：『アベマ選挙SP～民主主義オワコン危機～』（司会：乙武洋匡、進行：平石直之<テレビ朝日アナウンサー>）[98]

## 選挙結果
比例代表における得票率
獲得議席率
投票率が50％を割り込んだのは、衆院選を含め全国規模の国政選挙（補選を除く）として過去最低だった1995年の第17回参院選（44.52%）に続けて、24年ぶり2回目。
投票率が低かった要因として、選挙期間中に台風5号や大雨などによる被害が相次いだことに加え、テレビの報道・情報番組についても、ジャニー喜多川の死去や京都アニメーション放火殺人事件、お笑い芸人による闇営業問題などのニュースを中心に報じたため、参院選関連の報道が少なかったのが影響したのではとの声がある。
与党
自公連立政権の与党は併せて改選定数124の過半数（63）を超える計71議席を獲得したが、改選議席（77）からは6減らした。非改選議員を含めた参院全体では自民・公明の連立与党、それに改憲に前向きな野党の日本維新の会と無所属を加えた「改憲勢力」の非改選議席は79と参議院における全議席の3分の2である85議席を超えず、日本国憲法改憲の発議が可能な圧倒的多数となる3分の2を確保できなかった。安倍自民党総裁は国民民主党の一部などの協力も得て、早期の改憲発議を目指す意向だという。
自由民主党
- 選挙区で38、比例で19、合わせて57議席を獲得した。これは前回参院選を1議席上回るものの、改選66議席には届かなかった。また自民党は前回参院選後、平野達男を入党させることにより、27年ぶりの単独過半数を回復していたが、これを維持できなかった。

公明党
- 公認候補者を擁立した7つの選挙区（埼玉・東京・神奈川・愛知・大阪・兵庫・福岡）において、前回に続き全勝。比例でも7議席を獲得し、合わせて14議席を獲得。これは前回に並ぶ最多議席となった。

野党
野党統一候補（無所属含む）
- 1人区32選挙区のうち、野党4党統一候補（無所属含む）は10勝22敗となった（前回・2016年は11勝21敗であった）。

旧民進党勢力（立憲民主党・国民民主党）
- 立憲民主党は選挙区で9、比例で8、合わせて17議席を獲得し、改選前の9議席を大きく上回った。国民民主党は選挙区と比例で3ずつ、合わせて6議席を獲得するも、改選前の8議席から2つ減らす。立民、国民両党の議席を合わせると計23議席で、前回2016年に民進党が獲得した32議席を下回った。

日本共産党
- 選挙区で3、比例で4、合わせて7議席を獲得。3年前の参院選を1議席上回ったが、改選議席の8を維持できなかった。志位委員長は投開票の翌日に行われた会見で、躍進したれいわ新選組との方向性の近さを理由に同党へ共闘を呼びかけた。

社会民主党
- 選挙区は全敗、比例では1議席を獲得した。なお、社民党は比例区で得票率2％を上回り、公職選挙法が定める政党要件を維持することには成功した。

日本維新の会
- 本拠地の大阪で2議席、隣接する兵庫で1議席を獲得したほか、東京と神奈川といった関西以外の選挙区で初当選者を出すなど選挙区と比例で5ずつ、合わせて10議席を獲得し、改選7を大きく上回った。

諸派
※比例代表での立候補届け出順。日本無党派党は、比例に候補者を擁立せず、東京都選挙区のみに立候補を届け出。
オリーブの木
- 議席の獲得はならなかった。

幸福実現党
- 議席の獲得はならなかった。

労働の解放をめざす労働者党
- 議席の獲得はならなかった。

NHKから国民を守る党
- 比例で立花孝志代表が当選。選挙区では全員が落選したものの、公選法上の政党要件となる選挙区の得票率2%をクリアしたことにより、政党として扱われることとなった。
- 1994年に成立した政治改革四法で、政党が法制化されてから、政党要件のない「その他の政治団体」が新たに議席を獲得して、政党要件を満たしたのは、今回の同党とれいわが初めてである[101]。

安楽死制度を考える会
- 議席の獲得はならなかった。

れいわ新選組
- 東京都選挙区に1名が立候補するも落選。比例では特定枠で立候補した2人が当選し、政治団体が政党として扱われるために必須となる公選法上の政党要件となる比例の得票率2%をクリアし、結成から3ヶ月で政党として扱われる事となったが、順位なしで届け出た山本太郎代表は比例区最大の個人票を集めたものの落選。山本代表は次回の衆議院選挙に改めて出馬する考えを示唆した[102]。

日本無党派党
- 議席の獲得はならなかった。

その他
日本維新の会との選挙協力
※いずれも、日本維新の会公認候補として立候補。
新党大地
- 比例区にて鈴木宗男代表が出馬し、当選。

あたらしい党
- 東京選挙区（改選6）にて音喜多駿代表が出馬し、当選。

減税日本
- 愛知選挙区（改選4）に維新との共同公認で1人の候補者を擁立するも12人中5位で次点に終わり、落選。

野党共闘との選挙協力
沖縄社会大衆党
- 沖縄選挙区（一人区）に、所属議員が野党統一候補として無所属で出馬し、当選。

野党系以外の無所属
- 議席の獲得はならなかった。

1人区の結果
今回の1人区の結果は、自民党公認候補が22勝・野党統一候補が10勝で前回同様、自民の勝ち越しに終わる。
- 野党統一候補が勝利した10選挙区のうち、大分では無所属新人が元首相補佐官の現職に勝利。岩手、山形、秋田、宮城、新潟、滋賀でも自民現職に競り勝った。
- 前回自民党候補が苦戦した東北6県（前回：自民の1勝5敗）では、2勝4敗で今回も野党統一に負け越す結果となった。

### 党派別獲得議席
|                          |                            |                          |                          |                          |                          |                |        |               |                |        |        |        |        |
| 政党                     | 政党                       | 政党                     | 獲得 議席                | 増減                     | 選挙区                   | 選挙区         | 選挙区 | 比例区        | 比例区         | 比例区 | 公示前 | 非改選 | 議席計 |
| 政党                     | 政党                       | 政党                     | 獲得 議席                | 増減                     | 議席数                   | 得票数         | 得票率 | 議席数        | 得票数         | 得票率 | 公示前 | 非改選 | 議席計 |
| 与党                     | 与党                       | 与党                     | 71                       | 006                      | 45                       | 23,943,889.963 | 47.54% | 26            | 24,248,709.570 | 48.42% | 77     | 70     | 141    |
|                          |                            | 自由民主党               | 57                       | 009                      | 38                       | 20,030,330.963 | 39.77% | 19            | 17,712,373.119 | 35.37% | 66     | 56     | 113    |
|                          | 公明党                     | 14                       | 003                      | 7                        | 3,913,359.000            | 7.77%          | 7      | 6,536,336.451 | 13.05%         | 11     | 14     | 28     |        |
| 野党・無所属他           | 野党・無所属他             | 野党・無所属他           | 53                       | 009                      | 29                       | 26,419,881.005 | 52.46% | 24            | 25,823,489.208 | 51.58% | 44     | 51     | 104    |
|                          |                            | 立憲民主党               | 17                       | 008                      | 9                        | 7,951,430.000  | 15.79% | 8             | 7,917,720.945  | 15.81% | 9      | 15     | 32     |
|                          | 日本維新の会               | 10                       | 003                      | 5                        | 3,664,530.388            | 7.28%          | 5      | 4,907,844.000 | 9.80%          | 7      | 6      | 16     |        |
|                          | 日本共産党                 | 7                        | 001                      | 3                        | 3,710,768.000            | 7.37%          | 4      | 4,483,411.183 | 8.95%          | 8      | 6      | 13     |        |
|                          | 国民民主党                 | 6                        | 002                      | 3                        | 3,256,859.000            | 6.47%          | 3      | 3,481,078.400 | 6.95%          | 8      | 15     | 21     |        |
|                          | れいわ新選組               | 2                        | 001                      | 0                        | 214,438.000              | 0.43%          | 2      | 2,280,252.750 | 4.55%          | 1      | 0      | 2      |        |
|                          | 社会民主党                 | 1                        | 増減なし                 | 0                        | 191,820.000              | 0.38%          | 1      | 1,046,011.520 | 2.09%          | 1      | 1      | 2      |        |
|                          | NHKから国民を守る党        | 1                        | 001                      | 0                        | 1,521,344.000            | 3.02%          | 1      | 987,885.326   | 1.97%          | 1      | 0      | 1      |        |
|                          | 無所属                     | 9                        | 増減なし                 | 9                        | 5,335,641.135            | 10.59%         | －     | －            | －             | 9      | 8      | 17     |        |
|                          | 安楽死制度を考える会       | 0                        | 増減なし                 | 0                        | 215,181.000              | 0.43%          | 0      | 269,052.000   | 0.54%          | 0      | 0      | 0      |        |
|                          | 幸福実現党                 | 0                        | 増減なし                 | 0                        | 187,491.000              | 0.37%          | 0      | 202,278.772   | 0.40%          | 0      | 0      | 0      |        |
|                          | オリーブの木               | 0                        | 増減なし                 | 0                        | 91,675.000               | 0.18%          | 0      | 167,897.997   | 0.34%          | 0      | 0      | 0      |        |
|                          | 労働の解放をめざす労働者党 | 0                        | 増減なし                 | 0                        | 75,317.841               | 0.15%          | 0      | 80,055.927    | 0.16%          | 0      | 0      | 0      |        |
|                          | 日本無党派党               | 0                        | 増減なし                 | 0                        | 3,586.029                | 0.01%          | －     | －            | －             | 0      | 0      | 0      |        |
| 総計                     | 総計                       | 総計                     | 124                      | 003                      | 74                       | 50,363,770.968 | 100.0% | 50            | 50,072,198.778 | 100.0% | 121    | 121    | 245    |
| 有効票数（有効率）       | 有効票数（有効率）         | 有効票数（有効率）       | 有効票数（有効率）       | 有効票数（有効率）       | 有効票数（有効率）       | 50,363,771     | 97.43% |               | 50,072,352     | 96.92% |        |        |        |
| 無効票・白票数（無効率） | 無効票・白票数（無効率）   | 無効票・白票数（無効率） | 無効票・白票数（無効率） | 無効票・白票数（無効率） | 無効票・白票数（無効率） | 1,307,308      | 2.53%  | 1,592,527     | 3.08%          |        |        |        |        |
| 投票総数                 | 投票総数                   | 投票総数                 | 投票総数                 | 投票総数                 | 投票総数                 | 51,671,079     | －     |               | 51,664,879     | －     |        |        |        |
| 不足数                   | 不足数                     | 不足数                   | 不足数                   | 不足数                   | 不足数                   | 843            | －     | 2,018         | －             |        |        |        |        |
| 投票者数（投票率）       | 投票者数（投票率）         | 投票者数（投票率）       | 投票者数（投票率）       | 投票者数（投票率）       | 投票者数（投票率）       | 51,671,922     | 48.80% |               | 51,666,897     | 48.79% |        |        |        |
| 国内投票者数（投票率）   | 国内投票者数（投票率）     | 国内投票者数（投票率）   | 国内投票者数（投票率）   | 国内投票者数（投票率）   | 国内投票者数（投票率）   | 51,650,946     | 48.83% | 51,645,714    | 48.82%         |        |        |        |        |
| 在外投票者数（投票率）   | 在外投票者数（投票率）     | 在外投票者数（投票率）   | 在外投票者数（投票率）   | 在外投票者数（投票率）   | 在外投票者数（投票率）   | 20,976         | 20.85% | 21,183        | 21.05%         |        |        |        |        |
| 棄権者数（棄権率）       | 棄権者数（棄権率）         | 棄権者数（棄権率）       | 棄権者数（棄権率）       | 棄権者数（棄権率）       | 棄権者数（棄権率）       | 54,214,141     | 51.20% |               | 54,219,367     | 51.21% |        |        |        |
| 国内棄権者数（棄権率）   | 国内棄権者数（棄権率）     | 国内棄権者数（棄権率）   | 国内棄権者数（棄権率）   | 国内棄権者数（棄権率）   | 国内棄権者数（棄権率）   | 54,134,498     | 51.17% | 54,139,931    | 51.18%         |        |        |        |        |
| 在外棄権者数（棄権率）   | 在外棄権者数（棄権率）     | 在外棄権者数（棄権率）   | 在外棄権者数（棄権率）   | 在外棄権者数（棄権率）   | 在外棄権者数（棄権率）   | 79,643         | 79.15% | 79,436        | 78.95%         |        |        |        |        |
| 有権者数                 | 有権者数                   | 有権者数                 | 有権者数                 | 有権者数                 | 有権者数                 | 105,886,063    | 100.0% |               | 105,886,064    | 100.0% |        |        |        |
| 国内有権者数（国内率）   | 国内有権者数（国内率）     | 国内有権者数（国内率）   | 国内有権者数（国内率）   | 国内有権者数（国内率）   | 国内有権者数（国内率）   | 105,785,444    | 99.90% | 105,785,444   | 99.90%         |        |        |        |        |
| 在外有権者数（在外率）   | 在外有権者数（在外率）     | 在外有権者数（在外率）   | 在外有権者数（在外率）   | 在外有権者数（在外率）   | 在外有権者数（在外率）   | 100,619        | 0.10%  | 100,619       | 0.10%          |        |        |        |        |
| 出典：総務省 官報 NHK    |                            |                          |                          |                          |                          |                |        |               |                |        |        |        |        |

選挙区投票率：48.80%（前回比： 5.90%）
【男性：49.42%（前回比： 5.71%）　女性：48.22%（前回比： 6.08%）】
比例区投票率：48.79%（前回比： 5.90%）
【男性：49.41%（前回比： 5.71%）　女性：48.22%（前回比： 6.07%）】

#### 期日前投票
- 期日前投票者数：17,062,771人（全有権者のうち16.01％）[103]

前回比：約108万人増（参院選では歴代最多）

#### 10代の投票率
- 10代の投票率：31.33%（前回比：15.45ポイント減、総務省調べ）
  - 10代の投票率は、18歳・19歳に選挙権が初めて認められた前回の参院選で46.78%、2017年の衆院選で40.49%と年々減少し、今回は4割を割り込む形となった[104]。
  - 年齢別では、18歳：34.68%（前回比：16.6ポイント減）、19歳：28.05%（前回比：14.25ポイント減）[105][106]。

## 政党
| 自由民主党：57議席（113議席） 総裁：安倍晋三 幹事長 ：二階俊博 総務会長 ：加藤勝信 政務調査会長 ：岸田文雄 選挙対策委員長：甘利明 国会対策委員長：森山裕 参議院議員会長：橋本聖子                                                                           | 公明党：14議席（28議席） 代表：山口那津男 幹事長 ：斉藤鉄夫 中央幹事会会長：北側一雄 政務調査会長 ：石田祝稔 選挙対策委員長：佐藤茂樹 国会対策委員長：高木陽介 参議院議員会長：魚住裕一郎                                          | |
| 立憲民主党：17議席（32議席） 代表：枝野幸男 代表代行 ：長妻昭 副代表 ：佐々木隆博 蓮舫 幹事長 ：福山哲郎 政務調査会長 ：逢坂誠二 常任幹事会議長：川内博史 選挙対策委員長：長妻昭（兼） 国会対策委員長：安住淳 参議院議員会長：長浜博行                      | 日本維新の会：10議席（16議席） 代表 ：松井一郎 共同代表：片山虎之助 副代表 ：今井豊 幹事長 ：馬場伸幸 総務会長 ：東徹 政務調査会長 ：浅田均 選挙対策本部長：馬場伸幸（兼） 国会対策委員長：遠藤敬 参議院議員会長：片山虎之助（兼） | 国民民主党：6議席（21議席） 代表：玉木雄一郎 代表代行 ：大塚耕平 古川元久 筆頭副代表 ：舟山康江 幹事長 ：平野博文 総務会長 ：小林正夫 政務調査会長 ：泉健太 選挙対策委員長：岸本周平 国会対策委員長：原口一博 参議院議員会長：大塚耕平（兼） |
| 日本共産党：7議席（13議席） 委員長：志位和夫 筆頭副委員長 ：山下芳生 副委員長 ：市田忠義 緒方靖夫 広井暢子 田村智子 浜野忠夫 書記局長 ：小池晃 政策委員会責任者：笠井亮 選挙対策委員長 ：穀田恵二 国会対策委員長 ：穀田恵二（兼） 参議院議員団長 ：山下芳生 | 社会民主党：1議席（2議席） 党首：又市征治 副党首 ：福島瑞穂 幹事長 ：吉川元 政策審議会長 ：吉川元（兼） 選挙対策委員長：吉川元（兼） 国会対策委員長：照屋寛徳（兼） 参議院議員会長：福島瑞穂（兼）                                 | |

諸派：3議席（3議席）
- 2議席（1団体）

れいわ新選組　　 　　：舩後靖彦、木村英子（いずれも比例区）
- 1議席（1団体）

NHKから国民を守る党：立花孝志（比例区）

## 当選者

### 選挙区当選者
自由民主党   立憲民主党   国民民主党   公明党   日本共産党   日本維新の会   無所属 
| 改選定数3以上 | 改選定数3以上 | 改選定数3以上 | 改選定数3以上 | 改選定数3以上 | 改選定数3以上 | 改選定数3以上 |
| ------------- | ------------- | ------------- | ------------- | ------------- | ------------- | ------------- |
| 東京都        | 丸川珠代      | 山口那津男    | 吉良佳子      | 塩村文夏      | 音喜多駿      | 武見敬三      |
| 埼玉県        | 古川俊治      | 熊谷裕人      | 矢倉克夫      | 伊藤岳        |               |               |
| 神奈川県      | 島村大        | 牧山弘恵      | 佐々木さやか  | 松沢成文      |               |               |
| 愛知県        | 酒井庸行      | 大塚耕平      | 田島麻衣子    | 安江伸夫      |               |               |
| 大阪府        | 梅村みずほ    | 東徹          | 杉久武        | 太田房江      |               |               |
| 北海道        | 高橋はるみ    | 勝部賢志      | 岩本剛人      |               |               |               |
| 千葉県        | 石井準一      | 長浜博行      | 豊田俊郎      |               |               |               |
| 兵庫県        | 清水貴之      | 高橋光男      | 加田裕之      |               |               |               |
| 福岡県        | 松山政司      | 下野六太      | 野田国義      |               |               |               |

| 茨城県 | 上月良祐 | 小沼巧   | 静岡県 | 牧野京夫 | 榛葉賀津也 |
| 京都府 | 西田昌司 | 倉林明子 | 広島県 | 森本真治 | 河井案里   |

| 改選定数1 | 改選定数1 | 改選定数1 | 改選定数1  | 改選定数1 | 改選定数1  | 改選定数1 | 改選定数1  | 改選定数1  | 改選定数1  | 改選定数1 |
| --------- | --------- | --------- | ---------- | --------- | ---------- | --------- | ---------- | ---------- | ---------- | --------- |
| 青森県    | 滝沢求    | 岩手県    | 横澤高徳   | 宮城県    | 石垣のりこ | 秋田県    | 寺田静     | 山形県     | 芳賀道也   |           |
| 福島県    | 森まさこ  | 栃木県    | 高橋克法   | 群馬県    | 清水真人   | 山梨県    | 森屋宏     | 新潟県     | 打越さく良 |           |
| 富山県    | 堂故茂    | 石川県    | 山田修路   | 福井県    | 滝波宏文   | 長野県    | 羽田雄一郎 | 岐阜県     | 大野泰正   |           |
| 三重県    | 吉川有美  | 滋賀県    | 嘉田由紀子 | 奈良県    | 堀井巌     | 和歌山県  | 世耕弘成   | 鳥取・島根 | 舞立昇治   |           |
| 岡山県    | 石井正弘  | 山口県    | 林芳正     | 香川県    | 三宅伸吾   | 愛媛県    | 永江孝子   | 徳島・高知 | 高野光二郎 |           |
| 佐賀県    | 山下雄平  | 長崎県    | 古賀友一郎 | 熊本県    | 馬場成志   | 大分県    | 安達澄     | 宮崎県     | 長峯誠     |           |
| 鹿児島県  | 尾辻秀久  | 沖縄県    | 高良鉄美   |           |            |           |            |            |            |           |

#### 補欠選挙
当選挙で当選した議員に係る補欠選挙は2024年（令和6年）9月15日までに選挙を行う事由が生じた場合が最終期限であり、2024年10月の補欠選挙が最後となる。
東京都・神奈川県・埼玉県・愛知県・大阪府選挙区は、改選期が同じである同選挙区の議員の欠員が2人以上にならなければ補欠選挙の実施要件を満たさないため、欠員があっても補欠選挙が行われない場合がある。
神奈川県選挙区で2021年8月に発生した欠員分については、上記のとおり、補欠選挙の実施要件を満たしていないため、2021年10月と2022年4月の補欠選挙が行われなかった。11か月間の欠員状態を経て、2022年7月10日の第26回参院選の際に改選分と合わせて補欠選挙が行われ（いわゆる合併選挙）、この選挙に限り改選数が5となり、5位当選者が補欠選挙の当選者とされ、任期が3年となった。
神奈川県選挙区では2023年8月にも欠員が生じたが、上記と同様に要件を満たしていないため、補欠選挙が行われず、2025年夏の第27回参議院議員通常選挙まで約2年間欠員のままとなる。
2024年10月の第50回衆議院議員総選挙に選挙区選出議員4名、11月の2024年兵庫県知事選挙に選挙区選出議員1名、同月の2024年名古屋市長選挙に選挙区選出議員1名がそれぞれ立候補して自動失職・辞職したが、いずれも2024年10月の補選となる期間（いわゆる「第2期間」）を過ぎた時点での自動失職や辞職であるため、補欠選挙が行われず、第27回参院選まで欠員のままとなる。
| 年   | 月日  | 選挙区     | 選出     | 新旧別 | 当選者   | 所属党派     | 欠員       | 所属党派     | 欠員事由                      |
| ---- | ----- | ---------- | -------- | ------ | -------- | ------------ | ---------- | ------------ | ----------------------------- |
| 2021 | 4.25  | 長野県     | 補欠選挙 | 新     | 羽田次郎 | 立憲民主党   | 羽田雄一郎 | 立憲民主党   | 2020.12.27死去                |
| 2021 | 4.25  | 広島県     | 再選挙   | 新     | 宮口治子 | 結集ひろしま | 河井案里   | 無所属       | 2021.2.3辞職 2021.2.5当選無効 |
| 2021 | 10.24 | 山口県     | 補欠選挙 | 前     | 北村経夫 | 自由民主党   | 林芳正     | 自由民主党   | 2021.8.16辞職                 |
| 2022 | 4.24  | 石川県     | 補欠選挙 | 前     | 宮本周司 | 自由民主党   | 山田修路   | 自由民主党   | 2021.12.24辞職                |
| 2022 | 7.10  | 神奈川県   | 合併選挙 | 新     | 水野素子 | 立憲民主党   | 松沢成文   | 無所属       | 2021.8.8退職                  |
| 2023 | 4.23  | 大分県     | 補欠選挙 | 新     | 白坂亜紀 | 自由民主党   | 安達澄     | 無所属       | 2023.3.10辞職                 |
| 2023 | 10.22 | 徳島・高知 | 補欠選挙 | 元     | 広田一   | 無所属       | 高野光二郎 | 自由民主党   | 2023.6.22辞職                 |
| －   | －    | 神奈川県   | －       | －     | －       | －           | 島村大     | 自由民主党   | 2023.8.30死去                 |
| －   | －    | 東京都     | －       | －     | －       | －           | 丸川珠代   | 自由民主党   | 2024.10.15退職                |
| －   | －    | 東京都     | －       | －     | －       | －           | 音喜多駿   | 日本維新の会 | 2024.10.15退職                |
| －   | －    | 大阪府     | －       | －     | －       | －           | 東徹       | 日本維新の会 | 2024.10.15退職                |
| －   | －    | 和歌山県   | －       | －     | －       | －           | 世耕弘成   | 無所属       | 2024.10.15退職                |
| －   | －    | 兵庫県     | －       | －     | －       | －           | 清水貴之   | 無所属       | 2024.10.30退職                |
| －   | －    | 愛知県     | －       | －     | －       | －           | 大塚耕平   | 無所属       | 2024.11.5辞職                 |

### 比例区当選者
自由民主党   立憲民主党   国民民主党   公明党   日本共産党   日本維新の会   社会民主党   れいわ新選組   NHKから国民を守る党 
| 1-10  | 三木亨   | 三浦靖   | 岸真紀子 | 山本香苗 | 柘植芳文 | 鈴木宗男 | 小池晃   | 山田太郎   | 水岡俊一 | 和田政宗 |
| 11-20 | 田村麻美 | 山本博司 | 佐藤正久 | 小沢雅仁 | 佐藤信秋 | 室井邦彦 | 舩後靖彦 | 山下芳生   | 橋本聖子 | 若松謙維 |
| 21-30 | 吉川沙織 | 山田俊男 | 有村治子 | 磯崎哲史 | 梅村聡   | 河野義博 | 宮本周司 | 森屋隆     | 井上哲士 | 石田昌宏 |
| 31-40 | 北村経夫 | 川田龍平 | 新妻秀規 | 本田顕子 | 柴田巧   | 衛藤晟一 | 紙智子   | 浜野喜史   | 木村英子 | 石川大我 |
| 41-50 | 羽生田俊 | 平木大作 | 吉田忠智 | 宮崎雅夫 | 須藤元気 | 立花孝志 | 山東昭子 | 柳ヶ瀬裕文 | 塩田博昭 | 赤池誠章 |

#### 繰上当選
| 年   | 月日  | 新旧別 | 当選者     | 名簿政党名          | 欠員       | 欠員事由       |
| ---- | ----- | ------ | ---------- | ------------------- | ---------- | -------------- |
| 2019 | 10.23 | 新     | 浜田聡     | NHKから国民を守る党 | 立花孝志   | 2019.10.10退職 |
| 2021 | 10.21 | 新     | 比嘉奈津美 | 自由民主党          | 北村経夫   | 2021.10.7退職  |
| 2022 | 4.15  | 新     | 中田宏     | 自由民主党          | 宮本周司   | 2022.4.7退職   |
| 2023 | 1.18  | 新     | 田中昌史   | 自由民主党          | 三木亨     | 2023.1.13辞職  |
| 2023 | 4.7   | 新     | 大椿裕子   | 社会民主党          | 吉田忠智   | 2023.3.30辞職  |
| 2024 | 1.19  | 元     | 藤巻健史   | 日本維新の会        | 室井邦彦   | 2024.1.3死去   |
| 2024 | 4.26  | 新     | 市井紗耶香 | 立憲民主党          | 須藤元気   | 2024.4.16退職  |
| 2024 | 5.13  | 新     | 奥村政佳   | 立憲民主党          | 市井紗耶香 | 2024.4.26辞職  |
| 2024 | 10.22 | 元     | 山口和之   | 日本維新の会        | 梅村聡     | 2024.10.15退職 |
| 2024 | 10.22 | 新     | 髙橋次郎   | 公明党              | 山本香苗   | 2024.10.15退職 |
| 2025 | 7.15  | 新     | 桑原久美子 | 日本維新の会        | 鈴木宗男   | 2025.6.20辞職  |

## 議員

### 初当選
計39名
※：衆議院議員経験者
自由民主党
7名
- 高橋はるみ（北海道）
- 岩本剛人　（北海道）
- 清水真人　（群馬）
- 加田裕之　（兵庫）
- 三浦靖　　（比例）※

- 本田顕子　（比例）
- 宮崎雅夫　（比例）

立憲民主党
11名
- 勝部賢志　（北海道）
- 石垣のりこ（宮城）
- 小沼巧　　（茨城）
- 熊谷裕人　（埼玉）
- 塩村文夏　（東京）

- 田島麻衣子（愛知県）
- 岸真紀子　（比例）
- 小沢雅仁　（比例）
- 森屋隆　　（比例）
- 石川大我　（比例）

- 須藤元気　（比例）

国民民主党
1名
- 田村麻美　（比例）

公明党
4名
- 安江伸夫　（愛知）
- 高橋光男　（兵庫）
- 下野六太　（福岡）
- 塩田博昭　（比例）

日本共産党
1名
- 伊藤岳　　（埼玉）

日本維新の会
4名
- 音喜多駿　（東京）
- 梅村みずほ（大阪）
- 鈴木宗男　（比例）※
- 柳ヶ瀬裕文（比例）

れいわ新選組
2名
- 舩後靖彦　（比例）
- 木村英子　（比例）

NHKから国民を守る党
1名
- 立花孝志　（比例）

無所属
8名
- 横澤高徳　（岩手）
- 寺田静　　（秋田）
- 芳賀道也　（山形）
- 打越さく良（新潟）
- 嘉田由紀子（滋賀）

- 永江孝子　（愛媛）※
- 安達澄　　（大分）
- 高良鉄美　（沖縄）

### 返り咲き・復帰
計5名
自由民主党
1名
- 山田太郎　（比例）

立憲民主党
1名
- 水岡俊一　（比例）

日本維新の会
2名
- 梅村聡　　（比例）
- 柴田巧　　（比例）

社会民主党
1名
- 吉田忠智　（比例）

### 引退・不出馬
計19名
自由民主党
8名
- 伊達忠一　（北海道）[109]
- 吉田博美　（長野）[110]
- 薬師寺道代（愛知）[111][112]
- 柳本卓治　（大阪）[113]
- 井原巧　　（愛媛）[114]

- 石井みどり（比例）[115]
- 中野正志　（比例）[116]
- 渡邉美樹　（比例）[117]

立憲民主党
3名
- 風間直樹　（新潟）[118]
- 相原久美子（比例）[119]
- 神本美恵子（比例）[120]

日本維新の会
1名
- 儀間光男（比例）[121]

公明党
1名
- 魚住裕一郎（比例）

社会民主党
1名
- 又市征治　（比例）[122]

諸派
2名
- 糸数慶子　（沖縄）[注 7][123]
- 中山恭子　（比例）[注 8][124]

無所属
3名
- 小川勝也　（北海道）[125]
- 行田邦子　（埼玉）[126]
- アントニオ猪木（比例）[127]

### 落選
計18名
自由民主党
10名
- 平野達男　（岩手）
- 愛知治郎　（宮城）
- 中泉松司　（秋田）
- 大沼瑞穂　（山形）
- 塚田一郎　（新潟）

- 二之湯武史（滋賀）
- 溝手顕正　（広島）
- 礒崎陽輔　（大分）
- 木村義雄　（比例）
- 丸山和也　（比例）

立憲民主党
1名
- 藤田幸久　（比例）[注 9]

国民民主党
2名
- 石上俊雄　（比例）
- 大島九州男（比例）

日本共産党 
2名
- 辰巳孝太郎（大阪）
- 仁比聡平　（比例）

日本維新の会
2名
- 藤巻健史　（比例）
- 山口和之　（比例）

れいわ新選組
1名
- 山本太郎　（比例）[注 10]

### 記録的当選者・落選者
|                      | 氏名     | 選挙区 | 政党 | 記録        |
| -------------------- | -------- | ------ | ---- | ----------- |
| 最年長当選者         | 尾辻秀久 | 鹿児島 | 自民 | 78歳9ヶ月   |
| 最年少当選者         | 安江伸夫 | 愛知   | 公明 | 32歳0ヶ月   |
| 選挙区最多得票当選者 | 丸川珠代 | 東京   | 自民 | 1,143,458票 |
| 選挙区最少得票当選者 | 森屋宏   | 山梨   | 自民 | 184,383票   |
| 比例区最多得票当選者 | 柘植芳文 | 比例   | 自民 | 600,189票   |
| 比例区最少得票当選者 | 塩田博昭 | 比例   | 公明 | 15,178票    |
| 選挙区最多得票落選者 | 山岸一生 | 東京   | 立民 | 496,347票   |
| 比例区最多得票落選者 | 山本太郎 | 比例   | れ新 | 991,756票   |
| 最高得票率当選者     | 世耕弘成 | 和歌山 | 自民 | 73.77%      |
| 最多当選             | 山東昭子 | 比例   | 自民 | 8回         |

注：比例区は特定枠を除く

## 補足
兵庫県選挙区では2018年12月に議員死去による欠員が生じたが、任期満了が近づいていたため2019年4月の補欠選挙は執行せず、本選挙まで同選挙区は1人欠員。島根県選挙区では2019年5月に議員死去により欠員が生じたが、同様に欠員のまま選挙区が廃止。群馬県選挙区では議員が本選挙の公示と同日に告示された群馬県知事選挙へ立候補したため任期満了を待たずに失職。選挙区では以上の3人が欠員のまま本選挙を迎えた。また比例代表ではみんなの党から当選した2人が任期途中で辞職したが、比例名簿が取り下げられていたため繰り上げ補充が行われず、欠員のまま本選挙を迎えた。
本選挙から、平成生まれの人が参議院議員に立候補することが可能になり（2019年4月の補欠選挙でも立候補が可能であったが、参議院議員の補欠選挙はなかった）、平成生まれの参議院議員が誕生する可能性があったが、平成生まれの立候補者はなかった。衆議院では2014年4月の補欠選挙から立候補可能になり、第47回衆議院議員総選挙では実際に立候補事例もあったが、2019年（平成31年）4月30日までに平成生まれの国会議員は当選した事例はなく、1986年（昭和61年）1月5日生まれの鈴木貴子が最年少国会議員だった。すなわち、平成時代に平成生まれの国会議員は1人も誕生しなかったことになる。なお、鈴木貴子は、本選挙の結果、最年少国会議員の座を1987年（昭和62年）6月26日生まれの安江伸夫に明け渡した。
また、本選挙は21世紀生まれの人が選挙権を有することとなった初めての全国レベルの国政選挙である（2001年元日から7月22日生まれが対象）。
本選挙の政見放送から、選挙区政党所属・推薦候補については映像の自主制作が選択可能となった。
12年に一度の亥年選挙である。
有名人では、2年前（2017年）の大相撲の元横綱日馬富士公平の暴力騒動をめぐる日本相撲協会との確執で前年（2018年）に相撲界を引退した元横綱貴乃花光司に比例区からの出馬の噂が流れていたが、5月19日の自身の後援会パーティーで本人が出馬を完全否定し、出馬しなかった。

## 論争

### 期日前や在外投票でのミス・トラブル
長野県長野市では、期日前投票において、当選挙の比例代表の投票用紙を渡すはずが、誤って投票用紙の色がそっくりであった同年4月執行の長野市議会議員選挙の投票用紙を44名に配布。ちなみに、公職選挙法の取り決めにより、この44票は無効票となり再投票も不可となる。
沖縄県粟国村では、期日前投票と不在者投票において、選挙区と比例代表の投票用紙を誤って逆に渡していた。最大で54票が無効票となるおそれがある。なお同様のミスが、兵庫県姫路市（17人）、石川県小松市（4人）、大分県別府市（12人）、新潟県魚沼市（1人）、新潟県燕市（3人）、兵庫県朝来市（1人）、大阪府田尻町（1人）、茨城県常総市（1人）でも発生。
三重県いなべ市では、有権者1人に誤って選挙区の投票用紙のみを交付し、比例代表の投票用紙を交付し忘れるミスがあったと発表した。なお、この有権者から仮に申し出があっても、市選管は「人物を特定できない」として投票を受け付けないとしている。なお同様のミスが、兵庫県神戸市で2回、岡山県勝央町、徳島県海陽町でも発生。
長崎県壱岐市では、市内計4ヶ所の投票所の期日前投票のシステムが一時ダウンした。なおこのシステムは投票の受付や選挙人名簿の照合をするためのもので、ダウンした原因は不明。約一時間で復旧したもののこの間に訪れた24人が投票せずに帰宅した。
京都府京丹後市では、市外在住で投票権のない付き添いの介助者にも投票用紙を交付し、選挙区で1票を投票されるミスが発生。なお、この1票は特定ができないため、有効投票として取り扱われる可能性がある。
秋田県湯沢市では、参院選の投票所入場券を、3月中に亡くなった16人と市外に転出して湯沢市での投票資格のない119人の計135人に誤って送付したと発表、市選管によると4月上旬に、担当職員が選挙人名簿を作成する際、3月下旬から4月上旬の約2週間分について、住民基本台帳を基にした死亡と市外への転出に関する情報を盛り込まなかったため、選挙人名簿に反映されなかったことが原因としている。
福島県白河市では、不在者投票を申請した札幌市の男性に必要書類を送った際、投票用紙を入れ忘れるミスがあったことを発表した。再送しても期日（20日）までに用紙を白河市選管に送り返せないため、この男性は投票できなくなった。
群馬県では、県内の期日前投票所に配布した参院選比例代表候補の視覚障害者用点字名簿の中で、候補者1人の名前を誤表記していた。
愛知県選挙管理委員会は、参議選に際し制作した目の不自由な有権者向けの「お知らせCD（選挙公報を音声化したもの）」について、誤って前回2016年参院選の内容を音声化したものを送付したと発表。間違った内容のCDは、愛知県内に564枚配布されたものの、後に今回の内容のものと交換される。
山口県山口市では、市外に転出した有権者349人に、参院選の投票を市内で行うよう案内する通知票を送付していなかったことが発覚。
アメリカの在ロサンゼルス日本総領事館では在外投票所の一部ブースに前回参院選の比例代表選挙用名簿を設置するミスがあったと外務省が発表した。投票者の指摘で撤去されるまでに138人の有権者が訪れていたが、公職選挙法の規定により、再投票は不可となる。

### 首相演説での野次・選挙妨害を巡る訴訟
選挙期間中の2019年7月15日に、北海道札幌市中央区で行われた内閣総理大臣安倍晋三（自由民主党総裁）の応援演説に対し、「野次を飛ばした」男女2人に対し、北海道警察の警察官が腕を抱えるなどして取り押さえ、演説現場から排除した。
北海道警察は「トラブルや犯罪の予防のための措置で対応は適切」と説明した。一方、北海道新聞は「今回は明らかに警察の越権行為で許されない」と北海道警察の警備体制を批判した。北海道警察は7月16日時点では「公職選挙法に定められた選挙妨害の可能性がある」と述べていたが、7月18日に「事実確認中」と見解を変更している。
7月18日には、滋賀県大津市では、安倍の演説前からヤジを飛ばして続けている男性を、警備として配備されていた滋賀県警察の警察官らが男性をその場から移動させ、取り囲む措置が取られる場面があった。
7月19日に自由法曹団北海道支部、市民団体の国民救援会北海道本部と立憲民主党北海道連は、道警を批判し、再発防止を申し入れた。また、9月2日には北海道弁護士会連合会も道警批判の声明を発表し、本件の経緯と法的根拠について直ちに調査し結果を公表するように求めている。
道警の警察官に排除された2人は損害賠償を求める訴訟を提起。2022年3月25日、札幌地方裁判所では、「2人の表現の自由が違法に侵害された」と認定し、北海道に計88万円の支払いを命じる判決を下した。その約3カ月後に安倍晋三銃撃事件が発生し、演説中における危害のリスクが顕在化した。
2023年6月22日の札幌高等裁判所における控訴審判決では、男性に対する道警の排除行為については、適法だったと判断し、男性の請求は棄却した。女性については1審判決と同様、表現の自由などの侵害を認め、道に55万円の賠償を命じた。高裁判決では、男性については、演説開始時点から「安倍辞めろ」「帰れ」などと大声で連呼していたこと、警察官からの注意後も大声で連呼を続けたことも踏まえられた。肩や腕をつかんで男性を移動させた警察官の対応についても、「警職法の要件を満たすものだった」とした。移動措置後も安倍の居る演説車両へ突然走り出し、警察官に再制止されたことにも触れ、「阻止しなければ、安倍氏や候補者に危害を加えられてしまうと警察官らが判断したことは合理的」とし、違法行為にはあたらないとした。
2024年8月19日、最高裁判所は道側と男性側の上告をいずれも退ける決定を出し、控訴審判決が確定した。
産経新聞は2024年、社説でこの事件に触れ、多くのメディアが北海道警を非難する側に回ったことを指摘。対立候補の選挙演説中に大音量で罵声を繰り返した「つばさの党」への捜査当局の対応について「言論の萎縮を招く」との懸念があることを含め、選挙妨害は守られるべき言論の自由や選挙の自由には値しないと批判している。つばさの党の広報は同年8月21日、判決の確定を受け、「一般人のやじを飛ばす権利は守られた。ならば候補者の表現の自由はより守られるべきだ」と述べ、公職選挙法違反（自由妨害）罪で起訴された同団体関係者に有利に働くとの見方を示した。
元新聞記者のフリーライターがデイリー新潮に寄稿した記事によると、勝訴した女性は事件当時は大学生で、その後自治労傘下労組の専従職員となり、2024年5月時点で書記次長へと昇進したという。

### 不適切ツイッター削除問題
中部日本放送傘下のテレビ局・CBCテレビの報道部公式Twitterに7月13日、参院選比例代表に立候補している自民党現職候補の和田政宗への暴力行為を肯定するような書き込みが一時投稿されていたことが判明。CBCによると、和田が街頭活動中に受けた暴力や、妨害行為を認めるような内容のツイートがアップされ炎上。しかし当該ツイートは報道部としての投稿ではなく、アクセスできる報道部員が投稿した形跡も確認できなかった。なお、このツイートはCBCが確認する前に、削除されていた。これを受けてCBCは、「不適切な投稿は、当社報道部公式ツイッターアカウントの管理、運用の甘さが原因の一つであり、今後社内規則に則り関係者の処分を検討します」と説明し、謝罪。またツイッターのアカウントについて、パスワードの変更など運用管理を見直すとともに、原因を調査し、再発防止に努めるとしている。

### 選挙当日のミス・トラブル
岐阜県中津川市の中津川市北部体育館の投票所では、有権者12人に対して選挙区と比例代表の投票用紙を取り違えて交付していた。公職選挙法に基づき、12人の投票は無効票となる。
三重県南伊勢町では有権者1人に、選挙区と比例代表の投票用紙を取り違えて交付していた。公職選挙法に基づき、この1票は無効となる。
滋賀県野洲市の野洲市人権センターの投票所では、有権者26人に対して選挙区と比例代表の投票用紙を取り違えて交付していた。公職選挙法に基づき、26人の投票は無効票となる。
大阪府和泉市では、市内2ヶ所の投票所でそれぞれ選挙区と比例代表の投票用紙が1枚ずつ残数が少ないことが判明。投票用紙を二重交付した可能性があることを発表した。他の票と区別がつかないため、2枚投票された分も有効票として取り扱われる。
福島県では3市の投票所で投票用紙に関するミスが発生した。須賀川市の古戸区集会所の投票所では、選挙区の投票を終えた有権者1人に対して比例代表の用紙と間違えて再び選挙区の用紙を交付した。比例代表の投票箱に投じられたとみられ、その場合は無効票になる。また、福島市の蓬莱学習センターの投票所では、選挙区の投票用紙を1枚紛失し、二重交付した可能性があることを発表した。さらに、白河市の投票所では、期日前投票を済ませていた女性1人に選挙区の投票用紙を交付してしまい、二重投票となった。特定できないため、有効票となる。途中で職員が誤りに気付いたため、比例代表では二重投票は起きなかった。
兵庫県神戸市中央区の脇浜会館の投票所では、職員が名簿の確認を怠り、同市灘区で投票すべき女性1人の投票を受けてしまうミスが発生。選挙区は中央区の投票所で投票したが、比例代表の投票用紙交付担当者が気付いたことから比例代表は灘区の投票所で投票され、どちらも有効票となる。
宮崎県宮崎市では、1人で訪れた男性が妻の入場券も持っていたため、宮崎選挙区の投票用紙を2枚交付したが、実際には妻は投票所に来ておらず、男性は1人で2票を記入して投票箱に投函したトラブルが起きる。また、同県小林市では、1人の有権者に宮崎選挙区の投票用紙を2枚交付し、比例代表の投票用紙を交付しなかったとみられる交付ミスも発生。

### 選挙後の集計ミス・トラブル
兵庫県尼崎市では、事前に把握していた市内の投票者数よりも選挙区で20票、比例代表で13票多いトラブルが発生。22日0時過ぎから改めて全ての票を計数機を使って数え直すなどしたため、開票結果の確定が同日3時30分にずれ込む事態となった。原因は不明で票数の間違いも見つからなかったため、帳尻を合わせるために選挙管理委員会は計33票を「持ち帰り・その他」でマイナス計上した。
宮城県仙台市では、若林区の開票終了が投票所での集計ミスや愛知治郎への222票を石垣のりこへ集計していたミスの修正などが原因で5時間半以上遅れ、確定したのは翌22日午前7時前となった。また、宮城野区・泉区では投票者数と投票総数の不一致もあった。宮城野区は投票総数が1票少なく、泉区は5票少なく、いずれも不明票とした。泉区では比例代表の開票結果を県選管に送信できないトラブルも発生。開票作業は午前4時半ごろに終了していたが、確定得票数の発表は約2時間半後の午前7時ごろと大幅に遅れた。これにより、宮城県選挙区は午前7時19分、比例代表は同7時20分で、全45選挙区で最も遅く結果が確定した。
静岡県富士宮市の選挙管理委員会は比例代表の開票作業で、山田太郎の票を山本太郎の票として誤って集計したことが発覚。その結果、同市で山田太郎の得票数は0となった。結果を見た実際に山田に投票した市民からの問い合わせが相次ぎ、選管が再確認したところ山田の得票全515票をまとめていたのを同一人物として山本に誤って計上していたことが判明した。指摘のあった当日中に票数は修正され、当落への影響はなかった。他にも新潟県上越市では山田太郎の得票数が非常に少なく、山本太郎の票が比較的多めという開票結果になっていることが指摘されたが、市の選挙管理委員会は「立会人にも確認され、票の取り間違いはないと考えている」と集計の誤りを否定し、県の選挙管理委員会も「まずは市の対応を見守る」と静観の構えであった。
千葉県選挙管理委員会では、4市町で開票結果に誤りがあったことを発表した。いすみ市と鴨川市では、「山本」とだけ書かれた票を同姓の候補者6人に案分する際、誤って山本太郎ではなく山田太郎を算定対象に加えていたため、山田太郎の票は約4票多くなり、山本太郎の票は約5票少なくなった。また、神崎町では、「山本」票の按分の際に基礎票で算出ミスが発生した。富里市では、田中久弥が獲得した25票を無効票扱いしていた。いずれのミスも当落には影響しない。
同様に比例区での「山本」票のミスが、京都府宮津市でも発生し、午前0時10分の結了発表後の同3時25分に訂正した。
愛知県岩倉市では、投票をしていない有権者を投票済みとして不正に処理していたことが発覚。岩倉市曽野町の投票所で投票管理者の男性職員が交付機から出た状態の投票用紙1枚を発見。この職員は受付を終えた有権者に渡しそびれたものと判断して、白票で投票箱に投函。その後、実際に投票所を訪れた人数より投票用紙が1枚多いことに気づいたこの職員は、行為の発覚を恐れ別の職員に指示して、投票に訪れていない有権者を投票済みとして虚偽の登録をさせるなどして隠蔽。男性職員が翌22日に自ら申し出たことにより発覚した。
三重県松阪市では、比例区の投票者総数を実際より48人少なく県選管に報告していたことと、40人分の無効票を見落として計上しなかったという2点のミスが発覚。ただし、有効投票数と当落に影響はないとしている。
岡山県の5市区（岡山市中区、岡山市南区、新見市、美作市、浅口市）では、自民党、労働の解放をめざす労働者党、れいわ新選組の比例代表特定枠の候補者5人が計63票を得票していたにもかかわらず、県選管に0票と誤った報告をしていた。なお、各票は候補者の所属する政党・団体の得票分として計上しているため、選挙結果に影響はない。
大阪府堺市美原区の有権者4人が、比例区において山下芳生（日本共産党）に投票したが、いずれも山下への得票が0票となっていた。これに対してこれら4人の有権者は、同市と同区の選挙管理委員会に対し再調査を求めているが、両選管は訴訟で裁判所が決定を出さない限り再調査はできないとして応じていない。問題点として、地方選挙では投票用紙を保管するのに対し、国政選挙では封印してしまうことが挙げられる。

### 女性当選者について
この選挙は「政治分野における男女共同参画の推進に関する法律」の施行後での初の全国規模の国政選挙であり、全立候補者数370人の28.1%を占める104人の女性候補者が出馬した。そのうち、当選したのは28人（選挙区18人、比例代表10人、当選者全体の22.6％）で、前回2016年と並び最多となった。しかしながら、男性候補の当選率は36.1％であることに対し、女性候補の当選率は26.9％で前回を下回った。日本政府は2020年までに「指導的地位に占める女性の割合」を30%にする目標を掲げており、今回の参院選における女性当選者がこのラインに近づくかどうかが焦点となっていたが、届かなかった。
党派別では、自由民主党は擁立した女性12人のうち10人が当選し最多。公明党は2人の女性候補がいずれも当選した。19人の立憲民主党からは6人、10人の国民民主党からは1人、最も多い22人の日本共産党からは3人、7人の日本維新の会からは1人がそれぞれ当選した。5人を擁立した社会民主党からの当選者はいなかった。また、2人を擁立したれいわ新選組は特定枠から1人が当選した。
選挙区別では、32の改選1人区では7選挙区で女性が勝利した。野党側は15の選挙区で女性を擁立し、うち5人が勝利した。与野党ともに女性候補を擁立した福島選挙区では自民現職が当選した。複数区では、改選数6の東京、改選4の神奈川、大阪、改選数2の京都、広島で半数を女性が占めた。秋田と愛媛の両県選挙管理委員会によると、両選挙区で戦後、女性参議院議員が誕生したのは初めてであった。

### 身体障害を持つ当選者について
今回の参院選では岩手県選挙区から横澤高徳（野党統一無所属、当選後に国民民主党へ入党したのちに立憲民主党に合流）、比例区から舩後靖彦及び木村英子（いずれもれいわ新選組）の身体障害を持つ候補者が当選した。身体障害者の当選は第11回参議院議員通常選挙で八代英太（全国区、当時・無所属）の当選以来のことであるが、舩後・木村の2名は移動に大型の車椅子と介助者を必要とする重度障害者であり、このような候補が国政選挙に当選することは過去に例がない。参議院事務局は八代が活動していたころに設置された施設を活用すると共に、当選者の意向を聞き議院運営委員会の協議に基づいて柔軟に対応していくとした。
その後、7月25日に行われた参院議院運営委員会理事会で、国会のバリアフリー化を本格的に進めることを申し合わせた。本会議場で必要な改修工事を行う方針で合意。運営委員会は介助者の本会議場入場を認めるとともに、改修は8月1日に召集する臨時国会開会までに終えると発表。7月28日午前から工事を開始、31日に改修が完了した。費用は約90万円で参議院が負担した。
また、7月30日に行われた参院議院運営委員会理事会では、重度の障害を持つ舩後・木村の2名について、国会内での介護費用（介護ヘルパーの利用料など）について、参議院が負担することを決めた。ただし、一部はれいわ側が負担してもらうことも検討している。また、これを通じて重度障害者の職場での支援についても、早急な制度の見直しを政府に求めることも併せて決めた。なお、現行の規定では「通勤、経済活動にかかる支援」は歳費の対象外。歳費を受け取る議員活動は経済活動と見なされる。

### 特定枠の合憲性
今回の選挙から導入された比例代表の特定枠は憲法違反だとして、弁護士グループが全国14の高裁・高裁支部に選挙無効の訴訟を起こした。今回の選挙では、れいわ新選組の比例代表で出馬した山本太郎が全候補者中で最多の992,267票を獲得して落選した一方、自由民主党の特定枠で出馬した三浦靖は全当選者中で最少の3,308票を獲得して当選し、その差は約300倍となった。弁護士グループは「民主主義に反している」と表明している。
2020年10月、最高裁判所は、「選挙人の総意により当選人が決定される点において、選挙人が候補者個人を直接選択して投票する方式と異なるところはない」として特定枠を合憲とする判決を言い渡した。

### 河井案里の選挙違反
2020年6月、本選挙の広島県選挙区で当選した河井案里が買収を行ったとして、公職選挙法違反により、夫の河井克行衆議院議員と共に逮捕された。河井案里は2021年2月、有罪判決の確定により当選無効となった。